# Plemyria plumbata
Plemyria plumbata là một loài bướm đêm trong họ Geometridae.